# Lijst van bijnamen in de sport
Bijgaand een lijst van veel gehanteerde bij- en koosnamen uit de internationale (top)sport, zowel uit het heden als het verleden.

## A
- The A's → Oakland Athletics, Amerikaans honkbalclub
- Aad Afkoopsom → Aad de Mos, Nederlandse voetbaltrainer
- De Aap → Germán Burgos, Argentijns voetballer
- De Aap → Fabio Parra, Colombiaans wielrenner
- Abatino → Gianni Rivera, Italiaans voetballer
- Abdoe → Djamolidin Abdoezjaparov, Oezbeeks wielrenner
- The Addicks → Charlton Athletic, Engelse voetbalclub
- De Adelaar uit de Andes → Luis Herrera, Colombiaans wielrenner
- De Adelaars van Carthago → Nationale voetbalploeg van Tunesië
- De Adelaar van Herning → Bjarne Riis, Deens wielrenner
- De Adelaar van Hoogerheide → Harm Ottenbros, Nederlands wielrenner
- De Adelaar van Schagen → Eric van der Linden, Nederlands triatleet
- De Adelaar van Toledo → Federico Bahamontes, Spaans wielrenner
- Ago, Ago Nazional en Il Magnifico → Giacomo Agostini, Italiaans motorcoureur
- Air Jordan → Michael Jordan, Amerikaans basketballer
- De Ajuinen → SC Eendracht Aalst, Belgische voetbalclub
- De Albatros → Michael Groß, Duits zwemmer
- Albiceleste → Argentijns voetbalelftal
- Ale Jet → Alessandro Petacchi, Italiaans wielrenner
- Alex → Alessandro Del Piero, Italiaans voetballer
- The All Blacks → Nationaal rugbyteam van Nieuw-Zeeland
- All-World → World B. Free, Amerikaans basketballer
- Die Alte Dame → Hertha BSC Berlin, Duitse voetbalclub
- Amstel Gold Raas → Jan Raas, Nederlands wielrenner
- Änglarna (De Engelen) → IFK Göteborg, Zweedse voetbalclub
- The Animal → Ellen van Dijk, Nederlands wielrenster
- The Animal → Dave Bautista, Amerikaans worstelaar
- The Answer → Allen Iverson, Amerikaans basketballer
- Den Antwerpschen Duivel → Jan Olieslagers, Belgisch motor- en wielrenner en luchtvaartpionier
- Apache → Carlos Tévez, Argentijns voetballer
- De Apotheker → Rodolfo Massi, Italiaans wielrenner
- De Architect → Michel Platini, Frans voetballer
- L'Architetto → Andrea Pirlo, Italiaans voetballer
- Arie Bombarie → Arie Haan, Nederlands voetballer en voetbaltrainer
- De Aristocraat → Felice Gimondi, Italiaans wielrenner
- Die Arminen → DSC Arminia Bielefeld, Duitse voetbalclub
- Arnie → Arnold Scholten, Nederlands voetballer
- A-Rod → Andy Roddick, Amerikaans tennisser
- A-Rod → Álex Rodríguez, Amerikaans honkballer
- Aspar → Jorge Martínez, Spaans motorcoureur
- The Assassin → Martin Atkins, Engelse darter
- Attila → Mark Hateley, Engels voetballer
- Aussie Kim → Kim Clijsters, Belgisch tennisster
- Avi → Greg Van Avermaet, Belgisch wielrenner

## B
- Bijnamen van verschillende Belgische sportploegen : Lijst van bijnamen van Belgische nationale sportploegen
- Babe → George Herman Ruth, Amerikaans honkballer
- Baby Goran → Mario Ančić, Kroatisch tennisser
- Baby Kenny → Randy Mamola, Amerikaans motorcoureur
- Baby Schumi → Sebastian Vettel, Duits F1 autocoureur
- The Babyface Assassin → Ole Gunnar Solskjær, Noors voetballer
- Bad Bayle → Jean-Michel Bayle, Frans motorcoureur
- Bad Boy → Ricky Johnson, Amerikaans motorcrosser
- Bad Intentions → Jermain Taylor, Amerikaans bokser
- Bad Porn → Corey Maggette, Amerikaans basketballer
- Baddest Man on the Planet → Mike Tyson, Amerikaans bokser
- Bafana Bafana → Nationaal voetbalelftal van Zuid-Afrika
- The Baggies → West Bromwich Albion FC, Engelse voetbalclub
- Het Bakkertje van Berg → Raymond Impanis, Belgisch wielrenner
- Baky → Bakari Koné, Ivoriaans voetballer
- De Balen Express → Tom Boonen, Belgisch wielrenner
- Balila → Giuseppe Meazza, Italiaans voetballer
- The Baltimore Bullet → Michael Phelps, Amerikaans zwemmer
- Bam Bam → Iván Zamorano, Chileens voetballer
- Bambie → Mieke de Boer, Nederlands darter
- Bambi → Edith Bosch, Nederlands judoka
- Bami → Naomi van As, Nederlandse hockeyster
- Banks Of England → Gordon Banks, Engels voetballer
- Bari → Milan Baroš, Tsjechisch voetballer
- Barney → Raymond van Barneveld, Nederlands darter
- De Baron → Nils Liedholm, Zweeds voetballer
- Batigol → Gabriel Batistuta, Argentijns voetballer
- The Beast → Maks Mirni, Wit-Russisch tennisser
- Becks → David Beckham, Engels voetballer
- De Beenhouwer van Sens → Lucien Pothier, Frans wielrenner
- Beer van de Meer → Piet Schrijvers, Nederlands voetballer
- De Beer (L'ours) → Jan de Rooy, Nederlands rallycoureur (Dakar-rally)
- De Beer van Lemmer → Rintje Ritsma, Nederlands schaatser
- Beer van Pamplona → Miguel Indurain, Spaanse wielrenner
- Beertje → Reinier Kreijermaat, Nederlands voetballer
- Het Beest van Uitgeest → Peter Baltus, Nederlands powerlifter en voormalig Sterkste Man
- d'n Beitel → John Feskens, Nederlands voetballer
- Belgian Tornados → Belgische 4×400m-aflossingsploeg
- Bellini → Tarquinio Provini, Italiaans motorcoureur
- Bello di Notte (Schoonheid van de Nacht) → Zbigniew Boniek, Pools voetballer
- Beng Beng Boateng → George Boateng, Nederlands voetballer
- De Bergvlo → Karl-Heinz Kunde, Duits wielrenner
- The Best → George Best, Noord-Iers voetballer
- Beto → Robert, Braziliaans voetballer
- Beukie → Jhon van Beukering,Nederlands voetballer
- De Beul van Eefde → Jans Koerts, Nederlands wielrenner
- De Beul van 't Heike → Wim van Est, Nederlands wielrenner
- The Bhoys → Celtic, Schotse voetbalclub
- Den Big → Cor den Biggelaar, Nederlands zijspancrosser
- Big Ben → Ben Johnson, Canadees atleet
- Big Ben → Ben Wallace, Amerikaanse basketballer
- Big Dan → Daniel Van Buyten, Belgisch voetballer
- Big Dog → Alexander Popov, Russisch zwemmer
- Big Dunc → Duncan Edwards, Brits voetballer
- Big Dunc → Duncan Ferguson, Brits voetballer
- Big E → Eric Lindros, Canadees ijshockeyer
- Big George → George Foreman, Amerikaans bokser
- The Big Hurt → Frank Thomas, Amerikaans honkballer
- Big Mac → John McEnroe, Amerikaans tennisser
- Big Mac → Marc McGwire, Amerikaans honkballer
- Big Mig → Miguel Indurain, Spaans wielrenner
- Big Papi → David Ortiz, Amerikaans honkballer
- Big Pete → Piet Moeskops, Nederlands wielrenner
- Big Pete → Pierre van Hooijdonk, Nederlands voetballer
- Big Robo → Gary Robson, Engelse darter
- The Big Tex → Lance Armstrong, Amerikaans wielrenner
- The Big Unit→ Randy Johnson, Amerikaans honkballer
- The Big Aristotle → Shaquille O'Neal, Amerikaanse Basketballer
- The Big Daddy  → Shaquille O'Neal, Amerikaanse Basketballer
- The Big Cactus  → Shaquille O'Neal, Amerikaanse Basketballer
- The Big Shaqtus  → Shaquille O'Neal, Amerikaanse Basketballer
- The Big Shamrock  → Shaquille O'Neal, Amerikaanse Basketballer
- De Bijl uit Montevideo → Paolo Montero, Uruguayaans voetballer
- Bimbo → Jim Pomeroy, Amerikaans motorcrosser
- Il Bimbo d'Oro → Francesco Totti, Italiaans voetballer
- Bionic Butterflyer → Petria Thomas, Australisch zwemster
- Le Biquet → Jean Robic, Frans wielrenner
- The Black Caps → Nationaal cricketteam van Nieuw-Zeeland
- The Black Gazelle → Wilma Rudolph, Amerikaans atlete
- The Black Stars → - Nationaal voetbalelftal van Ghana
- The Black Sticks → Nationaal hockeyteam van Nieuw-Zeeland
- The Blade → Michael Rutter, Brits motorcoureur
- El Blanquito → Andrés Iniesta, Spaans voetballer
- Los Blaugranas → FC Barcelona, Spaanse voetbalclub
- De Blauwen → AGOVV, Nederlandse voetbalclub
- Les Bleus → Frans nationaal voetbalelftal
- Blok (Kocka) → Sándor Kocsis, Hongaars voetballer
- Blokske Beton → Niko Eeckhout, Belgisch wielrenner
- The Blond Bombshell → Walter Rusk, Iers motorcoureur
- De Blonde Gullit → Carlos Valderrama, Colombiaans voetballer
- De Blonde Pijl → Willy Brokamp, Nederlands voetballer
- De Blonde Pijl → Huub Duijn, Nederlands wielrenner
- De Blonde Pijl → Alfredo Di Stéfano, Argentijns voetballer
- De Blonde Socrates → Arnold Scholten, Nederlands voetballer
- The Blue White Dragons → FC Den Bosch, Nederlandse voetbalclub
- The Blues → Chelsea FC, Engelse voetbalclub
- Bobby → Robert Cullen, Japans voetballer
- Bobo→ Christian Vieri, Italiaans voetballer
- De Bochel, De Bult (Púpos), → László Budai, Hongaars voetballer
- The Body → Mary Pierce, Frans tennisster
- Boem Boem Theo → Theo Lucius, Nederlands voetballer
- De Boemeltrein van Kasterlee → Ludo Dierckxsens, Belgisch wielrenner
- Den Boet → Boet van Dulmen, Nederlands motorcoureur
- Bok → Johannes Marius de Korver, Nederlands voetballer
- De Bolderkar van Pamplona → Prudencio Indurain, Spaans wielrenner
- Bontempino → Alessandro Ballan, Italiaans wielrenner
- Boogie → Michael Boogerd, Nederlands wielrenner
- Bolle van Zwolle → Piet Schrijvers, Nederlands voetballer
- Bolo → Boudewijn Zenden, Nederlands voetballer
- De Bom → Mark van Bommel, Nederlandse voetballer
- De Bom van Balen → Tom Boonen, Belgisch wielrenner
- De Bom van Bevel (Nijlen, provincie Antwerpen) → Nick Nuyens, Belgisch wielrenner
- La Bomba → Alberto Tomba, Italiaans skiër
- El Bombardero de La Reina → Fernando González, Chileens tennisser
- Der Bomber → Gerd Müller, Duits voetballer
- The Bomber → Luca Toni, Italiaans voetballer
- Boogie Boy → Michael Boogerd, Nederlands wielrenner
- Boom Boom Becker of Boom Boom Boris → Boris Becker, Duits tennisser
- Boomer → David Wells, Amerikaans honkballer
- Bootie → KC Boutiette, Amerikaans schaatser
- Boro → Middlesbrough FC, Engelse voetbalclub
- Die Borussen → Borussia Dortmund, Duitse voetbalclub
- The Boss → Theo Bos, Nederlands baanwielrenner
- The Boss → Lance Armstrong, Amerikaans wielrenner
- The Boss → Jos Verstappen, Nederlands voormalig F1 en GPA1 autocoureur
- Boter → Manteiga, Braziliaans voetballer
- Boy → John Walton, Engels darter
- Boy Wonder → Michael Owen, Engels voetballer
- The Brash Basher of Belleville → Jimmy Connors, Amerikaans tennisser
- Braveheart → Gennaro Gattuso, Italiaans voetballer
- Die Breslau-Elf → Duits nationaal voetbalelftal van 1937
- De Breuk → Hans van Breukelen, Nederlands keeper
- Den Briet of Jumping Jack → Jack Middelburg, Nederlands motorcoureur
- Britney → Nico Rosberg, Duits F1 autocoureur
- The Brockton Blockbuster → Rocky Marciano, Amerikaans bokser
- Het Brommertje → Vital Borkelmans, Belgisch voetballer
- The Bronx Bombers → New York Yankees, Amerikaans honkbalclub
- The Brown Bomber → Joe Louis, Amerikaans bokser
- La Bruijta → Juan Sebastián Verón, Argentijns voetballer
- The Bucs → Pittsburgh Pirates, Amerikaans honkbalclub
- El Buff → Gianluigi Buffon, Italiaanse voetballer
- De Buffalo's → KAA Gent, Belgische voetbalclub
- De Buffel → Gertjan Verbeek, Nederlands voetbaltrainer
- De Buffel → Guido Bontempi, Italiaans wielrenner
- De Buffel → José Enrique Gutiérrez, Spaans wielrenner
- El Buitre → Emilio Butragueño, Spaans voetballer
- De Buizerd van Bergamo → Felice Gimondi, Italiaans wielrenner
- Bula → Mukweyanza Bulayima, Congolees voetballer
- Buldo → Marc Mboua, Kameroens voetballer
- Bulldog → Martin Lampkin, Brits trialrijder
- Die Bullen → Red Bull Salzburg, Oostenrijkse voetbalclub
- De Bull van Beveland → Johnny Hoogerland, wielrenner
- El Burrito → Ariel Ortega, Argentijns voetballer
- Busby Babes → het verongelukte elftal van Manchester United, Engelse voetbalclub
- De Butler → Riemer van der Velde, Nederlands voetbalbestuurslid
- El Butre → Jack de Gier, Nederlands voetballer
- Byens Hold → FC Kopenhagen, Deense voetbalclub

## C
- El Cabezón (Grootkop) → Andrés D'Alessandro, Argentijns voetballer
- Caje → Jan Ceulemans, Belgisch voetballer
- Calimero → Marc de Reuver, Nederlandse motorcrosser
- Campionnissimo → Fausto Coppi, Italiaans wielrenner
- The Canaries → Norwich City FC, Engelse voetbalclub
- Les Canaris → FC Nantes, Franse voetbalclub
- Cannonball → Erwin Baker, Amerikaans motorcoureur
- Il Cannone Ceco (Het Tsjechische Kanon) → Pavel Nedvěd, Tsjechisch voetballer
- Cañoncito Pum (Kanonnetje Boem)→ Ferenc Puskás, Hongaarse voetballer
- Canto → Éric Cantona, Frans voetballer
- El Capitán → Carles Puyol, Spaans voetballer
- Il Capitano → Francesco Totti, Italiaans voetballer
- Captain America → Ben Bostrom, Amerikaans motorcoureur
- Captain America → Claudio Reyna, Amerikaans voetballer
- Captain Blueheart → George Hincapie, Amerikaans wielrenner
- Captain Cobalt → Jim Ellis, Amerikaans motorcrosser
- Carla → Hakan Carlqvist, Zweeds motorcrosser
- Carlitos → Carlos Tévez, Argentijns voetballer
- Cesc → Cesc Fàbregas, Spaans voetballer
- Champi → Manuel Herreros, Spaans motorcoureur
- Sir Charles → Charles Barkley, Amerikaans basketballer
- Charlie → Carlos Moyá, Spaans tennisser
- Charlie Chaplin → Garrincha, Braziliaans voetballer
- Checco → Francesco Casagrande, Italiaans wielrenner
- Chelski → Chelsea FC, Engelse voetbalclub
- Cheque van Geld → Jack van Gelder, Nederlands sportverslaggever
- Chicago Whirlwind: Johnny Weissmuller, amerikaans zwemmer.
- Chicken(the) → Jeff Matiasevic, Amerikaans motorcrosser
- Chicken → Michael Rasmussen, Deens wielrenner
- El Chino (De Chinees) → Álvaro Recoba, Uruguayaans voetballer
- Chong → Petria Thomas, Australisch zwemster
- Chopper → Al MacInnis, Canadese ijshockeyer
- Le Chouchou → Thomas Voeckler, Frans wielrenner
- Chubby → Carlos Checa, Spaans motorcoureur
- The Citizens → Manchester City, Engelse voetbalclub
- A Clockwork Orange → Nederlands voetbalelftal
- De Clown → Wout Wagtmans, Nederlands wielrenner
- De Club van Zuid → Feyenoord, Nederlandse voetbalclub
- The Coal Boys → KRC Genk, Belgische voetbalclub
- Cobra → Adrian Ilie, Roemeens voetballer
- Concorde → Maarten Ducrot, Nederlands wielrenner
- De Condor van Varsseveld → Robert Gesink, Nederlands wielrenner
- El Conejito → Javier Saviola, Argentijns voetballer
- El Conquistador (De Veroveraar) → Pedro Delgado, Spaans wielrenner
- "The "Cool" , Björn Borg, Zweeds tennisser.
- Coppini (kleine Coppi) → Guido Carlesi, Italiaans wielrenner
- The Cottagers → Fulham FC, Engelse voetbalclub
- The Count → Ted Hankey, Engels darter
- De Cowboy → Greg LeMond, Amerikaans wielrenner
- Cowboy Kevin en Revvin' Kevin en Texas Cowboy → Kevin Schwantz, Amerikaans motorcoureur
- Crashdus → Carlos Cardús, Spaans motorcoureur
- Crasher en Crasher White → John White, Brits motorcoureur
- Crazy Horse → Derek Jones, Brits zijspancoureur
- Crivi → Àlex Crivillé, Spaans motorcoureur
- Crocodile Troy → Troy Corser, Australische motorcoureur
- The Crouchinator → Peter Crouch, Engels voetballer
- The Cubbies → Chicago Cubs, Amerikaans honkbalclub
- Cucu → József Bozsik, Hongaars voetballer
- Cyrano → Ferdy Kübler, Zwitsers wielrenner

## D
- Das Phantom → Roy Makaay, Nederlands voetballer
- Dai Chan → Daijiro Katoh, Japans motorcoureur
- Danish Dynamite → Deens voetbalelftal
- DaMarcus Boozeley → DaMarcus Beasley, Amerikaans voetballer
- The Dazzler → Darryl Fitton, Engels darter
- Deco → Anderson Luis de Souza, Portugees voetballer
- Den Dakwerker → Serge Baguet, Belgisch wielrenner
- Dangerous Dan → Daniël Willemsen, Nederlands zijspancrosser
- The Deadly Boomerang → Tony David, Australisch darter
- Dennis The Menace → Dennis Bergkamp, Nederlands voetballer
- Der Jan → Jan Ullrich, Duits wielrenner
- El Diablo (De Duivel) → Marco Etcheverry, Boliviaans voetballer
- Diavolo Nero (Zwarte Duivel) en Tombone → Omobono Tenni, Italiaans motorcoureur
- Dice-K → Daisuke Matsuzaka, Amerikaans honkbalspeler
- The Diesel → David Nalbandian, Argentijns tennisser
- De Diesel uit Beinsdorp → Esmee Visser, Nederlands langebaanschaatsster
- Dik Trom → Wout Wagtmans, Nederlands wielrenner
- Dino Nazionale → Dino Zoff, Italiaans voetballer
- DiTo → David di Tommaso, Frans voetballer
- La Divine → (de goddelijke) Suzanne Lenglen Frans tennisser
- DJ Superstar → Dejan Čurović, Servisch voetballer
- DMB → DaMarcus Beasley, Amerikaans voetballer
- Herr Dokter → Gerard Meijer, Nederlandse verzorger (Feyenoord)
- The Doctor → Valentino Rossi, Italiaans motorcoureur
- The Dog Favourite → Cal Crutchlow, Engelse motorcoureur
- Dolle Dries → Dries van Wijhe, Nederlands marathonschaatser
- Dolle Ferdi → Ferdi Kübler, Zwitsers wielrenner
- De Dolle Tartaar → Djamolidin Abdoezjaparov, Oezbeeks wielrenner
- The Dominator → Dominik Hrbatý, Slowaakse tennisser
- Dominator → Dominik Hašek, Tsjechisch ijshockeyer
- Domstedelingen → FC Utrecht, Nederlandse voetbalclub
- Donkey → Tony Adams, Engels voetballer
- Don Leo → Leo Beenhakker, Nederlands voetbaltrainer
- The Dons → Aberdeen FC, Schotse voetbalclub
- Double Dude → Gianni Romme, Nederlands schaatser
- The Dragons → Welsh voetbalelftal (mannen)
- The Dream → Hakeem Olajuwon, Nigeriaans-Amerikaans basketballer
- Dream Boy → Gary Anderson, Schotse darter
- The Dream Team → Basketbalploeg van Amerika bij de Spelen van 1992
- The Dream Team II → Basketbalploeg van Amerika bij de Spelen van 1996
- Dr. Iron Fist → Vitali Klitschko, Oekraïens bokser
- Dr. J → Julius Erving, Amerikaans basketballer
- El Duque → Orlando Hernandez, Amerikaans honkballer
- The Duck (De Eend) → Michael Johnson, Amerikaans atleet
- DuDu → Jacky Durand, Frans wielrenner
- De Duikboot → Denis Pankratov, Russisch zwemmer
- De Duivel → Claudio Chiappucci, Italiaans wielrenner
- Dukie → Charles Ermolenko, Brits speedwaycoureur, broer van Sudden Sam Ermolenko
- Duncan Disorderly → Duncan Ferguson, Brits voetballer
- The Dunking Dutchman → Rik Smits, Nederlands basketballer
- Mr. Duracell → Dirk Kuijt, Nederlands voetballer
- The Dutchies → Paul Haarhuis en Jacco Eltingh, Nederlands tennisduo
- The Dutch Crown → Francis Hoenselaar, Nederlands Darts Speelster
- The Dutch Dolphin → Pieter van den Hoogenband, Nederlands zwemmer
- The Dutch Robot → Mario Robbe, Nederlands darter
- The Dutch Sonny Liston → Richel Hersisia, Nederlands bokser
- The Dutch Windmill → Bep van Klaveren, Nederlands bokser
- Dynamite → Perry Ubeda, Nederlands vechtsporter

## E
- Erik de Viking of Erik de Noorman → Erik Nevland, Noors voetballer
- Essevee → SV Zulte Waregem, Belgische voetbalclub
- The Eagles → Crystal Palace, Engelse voetbalclub
- Eddie the Eagle → Eddie Edwards, Brits schansspringer
- Eddy Bosberg → Edwig Van Hooijdonk, Belgisch wielrenner
- Ed Konijn → Ed de Goeij, Nederlands voetballer
- De Pimp → Ed de Goeij, Nederlands voetballer
- Elbowz, Speez en Texas Terror → Ben Spies, Amerikaans motorcoureur
- El Duque → Orlando Hernandez, Amerikaans honkballer
- El Nano → Fernando Alonso, Spaans F1 autocoureur
- El Presidente → René van Rijswijk, Nederlands voetballer
- El Sympaticó  → Jean-Marie Pfaff, Belgisch voetballer
- The Emperor → Haile Gebrselassie, Ethiopisch atleet
- De Engel van het Gebergte → Charly Gaul, Luxemburgs wielrenner
- The English Cannonball → Harry Martin, Brits motorcoureur
- Ennio of Little Ennio → Eugenio Lazzarini, Italiaans motorcoureur
- Der Ente (De Eend) → Willi Lippens, Duits-Nederlandse voetballer
- The Estonian Emperor → Kalle Kriit, Ests wielrenner
- The Exception → Chad Hedrick, Amerikaans schaatser
- The Executioner → Bernard Hopkins, Amerikaans bokser
- The Exeminator  → Rudi Völler, Duits voetballer
- The Essex Exocet → Ronnie O'Sullivan, Brits snookerspeler
- The E-Train → Eric Lindros, Canadees ijshockeyer

## F
- F-Lo → Feliciano López, Spaans tennisser
- Il Falco (De Valk) → Paolo Savoldelli, Italiaans wielrenner
- De Farao's → Nationaal voetbalelftal van Egypte
- Fabulous → Fabio van Hooijdonk, Nederlands basketballer
- Fast Eddy → Eddy Smulders, Nederlands bokser
- Fast Freddy of Fat Freddie of Past Freddie → Freddie Spencer, Amerikaans motorcoureur
- Fearless → Charles Balke, Amerikaans motorcoureur
- Fearless → Jock West, Brits motorcoureur
- Fearless Foster → Bob Foster, Brits motorcoureur
- FedExpress → Roger Federer, Zwitsers tennisser
- Il Fenomeno (Het Fenomeen) → Ronaldo, Braziliaans voetballer
- Il Fenomeno Vero → Alessandro Del Piero, Italiaans voetballer
- De Fietsende Apotheek → Rudi Altig, Duits wielrenner
- De Fietsende Dwaas (Le Fou Pédalant) → Gerrit Schulte, Nederlands wielrenner
- De Fietsende Monnik → Gino Bartali, Italiaans wielrenner
- Fighting Nordin → Nordin Ben Salah, Nederlands-Marokkaans bokser
- Figlio del vento (zoon van de wind) → John Surtees, Brits motor- en autocoureur
- De Fitte → Wilfried Peeters, Belgisch wielrenner
- El Flaco (De Slimme) → Cesar Luis Menotti, Argentijns voetbaltrainer
- Flipper - (Kirsten Flipkens), Belgisch tennisster
- Flo-Jo → Florence Griffith-Joyner, Amerikaans Atlete
- Flonaldo → Tore André Flo, Noors voetballer
- Flop of Floppie → Floris Jan Bovelander, Nederlands hockeyer
- Flop van TOP → Piet Schrijvers, Nederlands voetballer
- The Flying Doctor → Epke Zonderland, Nederlands turner
- The Flying Dutchman → Gerrit Keizer, Nederlands voetballer
- The Flying Dutchman → Tom Okker, Nederlands tennisser
- The Flying Dutchmam →  Fanny Blankers-Koen, Nederlands Atlete
- The Non-Flying Dutchman → Dennis Bergkamp, Nederlands voetballer
- The Flying Farmer → Ernie Lyons, Brits motorcoureur
- The Flying Fin → Heikki Mikkola, Fins motorcrosser
- The Flying Fin → Jarno Saarinen, Fins motorcoureur
- The Flying Flea → Darren Barton, Brits motorcoureur
- The Flying Flem→ Tom Boonen, Belgisch wielrenner
- Flying Freddie → Freddie Dixon, Brits auto- en motorcoureur
- The Flying Gentleman → Remy Bonjasky, Nederlands-Surinaams kickbokser
- The Flying Scotsman → Jimmie Guthrie, Schots motorcoureur
- The Flying Tomato → Shaun White, Amerikaans snowboarder
- Foggy → Carl Fogarty, Amerikaans motorcoureur
- Die Fohlen → Borussia Mönchengladbach, Duitse voetbalclub
- Folkert 'niet op zondag' Velten → Heracles Almelo, Nederlandse voetballer
- La Foquita (Het Zeehondje) → Jefferson Farfán, Peruaans voetballer
- The Foxes → Leicester City, Engelse voetbalclub
- Fred → Frederico Chaves Guedes, Braziliaans voetballer
- Franky → Franz Zorn, Oostenrijks ijsspeedwaycoureur
- Franta → František Šťastný, Tsjechisch motorcoureur
- Franzi → Franziska van Almsick, Duits zwemster
- Fräulein Forehand → Steffi Graf, Duits tennisster
- The Friars → San Diego Padres, Amerikaans honkbalclub
- Fuchse → Jürgen Fuchs, Duits motorcoureur

## G
- G-Lo → Guillermo García López, Spaans tennisser
- Gacela Negra → Faustino Asprilla, Colombiaans voetballer
- Los Galacticós → Real Madrid van 2002-2006, Spaanse voetbalclub
- Los Galacticós 2.0 → Real Madrid van 2009 - heden, Spaanse voetbalclub
- De Galopperende Majoor → Ferenc Puskás, Hongaars voetballer
- Galveston Giant → Jack Johnson, Amerikaans bokser
- Gasheads → Bristol Rovers, Engelse voetbalclub
- Gauchos → Argentijns voetbalelftal
- Gazza → Garry McCoy, Australisch motorcoureur
- Gazza → Paul Gascoigne, Engels voetballer
- GDL (Grote Dikke Leider) → Hans van Delft, ex-voorzitter van N.E.C.
- Die Geißböcke (De Geitenbokken) → 1. FC Köln, Duitse voetbalclub
- De gebrilde Nootdorper → Jan Janssen, Nederlands wielrenner
- Gek (Bolond), → Zoltán Czibor, Hongaars voetballer
- De Generaal → Rinus Michels, Nederlands voetbaltrainer
- The General → Alf Ramsey, Engels voetbaltrainer
- The General → David Robinson, Amerikaans basketballer
- Íl Genio (Het Genie) → Dejan Savićević, Montenegrijns voetballer
- De geniale gek → Barry van Galen, Nederlands voetballer
- De Genkies → KRC Genk, Belgische voetbalclub
- Gentleman Jim → Jim Redman, Rhodesisch motorcoureur
- De Gentleman-sprinter → Alessandro Petacchi, Italiaans wielrenner
- The Gers → Rangers F.C., Schotse voetbalclub
- De Gespierde Spijker → Falko Zandstra, Nederlands schaatser
- Gibi → Gianbattista Baronchelli, Italiaans wielrenner
- De Gier → (El Buitre) → Emilio Butragueño, Spaans voetballer
- Gino de Vrome → Gino Bartali, Italiaans wielrenner
- Gio → Giovanni van Bronckhorst, Nederlands voetballer
- De Giraffe → Jack Charlton, Engels voetballer
- GKL (Grote Kale Leider) → Jorien van den Herik, voorzitter van Feyenoord
- Gladiator → James Wade, Engels darter
- Glazenwasser → Edwin van Bueren, Nederlands voetballer
- Goalster → Toni Polster, Oostenrijks voetballer
- God → Dennis Bergkamp, Nederlandse voetballer
- De Goddelijke Kale → Bertus de Harder, Nederlandse voetballer
- De Goddelijke Kanaries → Nationaal voetbalelftal van Brazilië
- De Goddelijke Paardenstaart (Il Divin Codino) → Roberto Baggio, Italiaans voetballer
- Godenzonen → AFC Ajax, Nederlandse voetbalclub
- The Godfather → Ton Pels, Nederlands motorsprinter en dragracer
- De Goede Beul → Bobby Haarms, oud-voetballer en oud-trainer van Ajax
- The Golden Bear → Jack Nicklaus, Amerikaans golfer
- The Golden Boy → Oscar de la Hoya, Amerikaans bokser
- The Golden Boy → Badr Hari, Nederlands-Marokkaans kickbokser
- The Golden Brett → Brett Hull, Amerikaans ijshockeyer
- Het Gouden Team (Az Aranycsapat) → Hongaarse nationale voetbalelftal uit de periode 1950-1956
- Gon → Masashi Nakayama, Japans voetballer
- Gonzo → Luis González, Amerikaans honkballer
- Gold-Franzi → Franziska van Almsick, Duits zwemster
- The Good Old → VVV-Venlo, Nederlandse voetbalclub
- El Gordito → Ronaldo, Braziliaans voetballer
- Gordo → Gordan Kožulj, Kroatisch zwemmer
- de Gorilla → André Greipel, Duits wielrenner
- The Go Show en Wild Child → Anthony Gobert, Amerikaans motorcoureur
- De Gouden Beer → Jack Nicklaus, Amerikaans golfer
- De Gouden Jongen (El Bimbo d'Oro) → Francesco Totti, Italiaans voetballer
- Goudhaantje → Johnny Rep, Nederlands voetballer
- Goudkuipje → Hennie Kuiper, Nederlands wielrenner
- Goudmijntje → Mijntje Donners, Nederlands hockeyster
- Gov'ner → Paul Ince, Engels voetballer
- Graaf Leo → Leo Beenhakker, Nederlands voetbaltrainer, in zijn periode bij De Graafschap
- El Gran Capitán → Daniel Passarella, Argentijns voetballer
- Granddaddy Joe → Joe Smith, Amerikaans dragracer
- Il Grande Max en Mad Max en Massimiliano Grande → Max Biaggi, Italiaans motorcoureur
- Greased Lightning → Vincent van der Voort, Nederlands darter
- Great Kalu → Kalusha Bwalya, Zambiaans voetballer
- Great Old → Antwerp FC, Belgische voetbalclub
- The Great One → Wayne Gretzky, Canadees ijshockeyer
- The Great White Shark → Greg Norman, Australisch golfer
- The Greatest → Muhammad Ali, Amerikaans bokser
- Les Grenats → FC Metz, Franse voetbalclub
- Il Grillo (De Krekel) → Paolo Bettini, Italiaans wielrenner
- Gritte Pier → Piet Hoekstra, Nederlands wielrenner
- Grizzly → Gilbert de Rudder, Belgisch motorcoureur
- De Grote Reiger → Fausto Coppi, Italiaans wielrenner
- The Gunners → Arsenal, Engelse voetbalclub
- Guga → Gustavo Kuerten, Braziliaans tennisser
- Gumbey → DaMarcus Beasley, Amerikaans voetballer
- Gusseiserne Schorsch (Gietijzeren Schorsch) → Georg Meier, Duits motorcoureur

## H
- De Haai van Messina → Vincenzo Nibali Italiaans wielrenner
- De Haantjes → Nationale voetbalploeg van Frankrijk
- Hacky → Grant Hackett, Australisch zwemmer
- De Hagedis → Gianni Bugno, Italiaans wielrenner
- Häkä → Mika Häkkinen, Fins autocoureur
- Hammerin' Hank → Hank Aaron, Amerikaans honkballer
- The Hammers → West Ham United, Engelse voetbalclub
- Happi → Hermann Paul Müller, Duits auto- en motorcoureur
- Harrie Hattrick → Harrie Lavreysen, Nederlands wielrenner
- Harry → Angelos Charisteas, Griekse voetballer
- Die Hansianen → Hamburger SV, Duitse voetbalclub
- Hawaï 501 → Wayne Mardle, Engels darter
- De Heen en Weer → FC Volendam, Nederlandse voetbalclub
- Heinz Kroket → Heinz Stuy, Nederlands voetballer
- De Held van Deurne → Rinus Bennaars, Nederlands voetballer
- De Held van München → Harry Gregg, Noord-Iers voetbalkeeper
- The Herminator → Hermann Maier, Oostenrijks skiër
- The Hit Man → Thomas Hearns, Amerikaans bokser
- Hi-Dung Gu (de weg naar succes/boven) → Guus Hiddink, Nederlandse voetbaltrainer
- De Hinde van Hoogeveen → Erik Dekker, Nederlands wielrenner
- Hockeyroos → Nationaal hockeyteam van Australië (vrouwen)
- FC Hollywood → Bayern München, Duitse voetbalclub
- Hoogie → Pieter van den Hoogenband, Nederlands zwemmer
- Hopper → John Hopkins, Amerikaans motorcoureur
- Horsham Hurricane → Kevin Magee, Australisch motorcoureur
- Hot Dog en De Witte Reus→ Wil Hartog, Nederlands motorcoureur
- Hot Sauce → Fernando Verdasco, Spaans tennisser
- De Hulk → Jeffrey Hoogland, Nederlands baanwielrenner
- The Hulk → Danny Laporte, Amerikaans motorcrosser
- Hulzie → Kevin Hulsmans, Belgisch wielrenner
- Human Highlight Reel → Dominique Wilkins, Amerikaans basketballer
- The Human Rain Delay → Goran Ivanišević, Kroaatse tennisser
- The Hunter → Klaas-Jan Huntelaar, Nederlands voetballer
- Les Hurlus → Excelsior Moeskroen, Belgische voetbalclub
- Hurricane → Bob Hannah, Amerikaans motorcrosser
- Hurricane → Peter Smit, Nederlands vechtsporter
- The Hurricane → Alex Higgins, Noord-Iers snookerspeler
- The Hurricane → Rubin Carter, Amerikaans bokser
- Die Hütteldorfer → SK Rapid Wien, Oostenrijkse voetbalclub
- Hyper Battle Cyborg → Jérôme Le Banner, Franse vechtsporter

## I
- Ibi → Ibrahim Afellay, Nederlands-Marokkaans voetballer
- Ibracadabra → Zlatan Ibrahimović, Zweeds voetballer
- Ice-Borg → Björn Borg, Zweeds tennisser
- Ice Maiden → Chris Evert, Amerikaans tennisser
- The Iceman → Alan Warriner, Engels darter
- The Iceman → Dennis Bergkamp, Nederlands voetballer
- The Iceman en The Kid → John Kocinski, Amerikaans motorcoureur
- The Iceman → Kimi Räikkönen, Fins autocoureur
- Het IJskonijn → Edwin van der Sar, Nederlandse voetballer
- IJzeren Briek → Briek Schotte, Belgisch wielrenner en ploegleider
- IJzeren Rinus → Rinus Israël, Nederlands voetballer
- El Imbatido (De onverslaanbare) → Alejandro Valverde, Spaans wielrenner
- Il Imperatore → Adriano Leite Ribeiro, Braziliaans voetballer
- The Indian Rubber Man → Kenzo Tada, Japans motorcoureur
- L'intello (Het eihoofd) → Laurent Fignon, Frans wielrenner
- Invincible Inky → Inge de Bruijn, Nederlands zwemster
- Irish Dasher → Stanley Woods, Iers motorcoureur
- Iron Man → Ed Kretz, Amerikaans motorcoureur
- Iron Man → Gary Nixon, Amerikaans motorcoureur
- The Israëli kid → Johar Abu Lashin, Israëlisch-Amerikaans bokser
- Issy → Ismaïl Aissati, Nederlands-Marokkaans voetballer
- Iron Mike → Mike Tyson, Amerikaans bokser
- Ivan de Verschrikkelijke → Iván Zamorano, Chileens voetballer
- Iwan de Verschrikkelijke → Fedor den Hertog, Nederlands wielrenner

## J
- Jack's Army → Nationale voetbalploeg van Ierland onder coach Jack Charlton
- Jacky Maximum en Maximum en Pink Panther → Jacky Vimond, Frans motorcrosser
- JaJa → Laurent Jalabert, Frans wielrenner
- The Jammer → Jimmy Weinert, Amerikaans motorcrosser
- Der Jan → Jan Ullrich, Duits wielrenner
- Jan Anton Pijl → Juan Antonio Flecha, Spaans wielrenner
- El Jardínero → Julio Ricardo Cruz, Argentijns voetballer
- Jay Bird en The Springer Jay Springsteen, Amerikaans motorcoureur
- Jay-Jay Augustine Okocha, Nigeriaans voetballer
- El Jefecito (Het Baasje) → Javier Mascherano, Argentijns voetballer
- Jerommeke → Jeroen Blijlevens, Nederlands wielrenner
- Jimbo → Jimmy Connors, Amerikaans tennisser
- Jimmy → Jerrel Flloyd Hasselbaink, Nederlands voetballer
- Joden → spelers en supporters van Ajax, Nederlandse voetbalclub
- Johnny Gel → John van 't Schip, Nederlandse voetballer
- Jointie → Reinhold Roth, Duits motorcoureur
- Jo-Jo-la-Moto → Georges Monneret, Frans motorcoureur
- La Joya (De Waardevolle Steen) → Paulo Futre, Italiaans voetballer
- Juanba → Juan Borja, Spaans motorcoureur
- JuJu → Justine Henin, Belgisch tennisster
- Jumping Jack en Den Briet → Jack Middelburg, Nederlands motorcoureur
- Jef Bidon → Jef D'Hont, Belgisch wielerverzorger

## K
- K2 → De aanvalslinie van Feyenoord in 2004 t/m 2006: Dirk Kuijt en Salomon Kalou
- Der Kaiser → Franz Beckenbauer, Duits voetballer
- Der Kaiser van Michoacan → Rafael Márquez, Mexicaans voetballer
- Kaká → Ricardo Izecson dos Santos Leite, Braziliaans voetballer
- De Kakkers → KV Mechelen, Belgische voetbalclub
- Kamikaze Gustl → Gustav Reiner, Duits motorcoureur
- Kammetje → Evert Bleuming, Nederlands voetballer
- Kampioen der Verslagenen → Jan Uitham, Nederlands schaatser
- De Kanaries → Sint-Truiden VV, Belgische voetbalclub
- De Kannibaal → Khalid Boulahrouz, Nederlands voetballer
- De Kannibaal → Eddy Merckx, Belgisch wielrenner
- De Kannibaal → Stefan Everts, Belgisch motorcrosser
- De Kannibaal → Peter Sagan, Slowaaks wielrenner
- De Kannibaal → Sébastien Sansoni, Franse voetballer
- De kannibaal (van Baal) → Sven Nys, Belgisch veldrijder en mountainbiker
- Het Kanon → Coen Dillen, Nederlands voetballer
- Het Kanon → Wim Lagendaal, Nederlands voetballer
- Het Kanon → Jan Thomée, Nederlands voetballer en huisarts
- Kanonbal → Jan Pijnenburg, Nederlands wielrenner
- Karel de Korte (Karl der Kürze) → Karl-Heinz Kunde, Duits wielrenner
- De Karst → Gerben Karstens, Nederlands wielrenner
- De Kasteelheren → Sparta Rotterdam, Nederlandse voetbalclub
- De Kat en Zooming Taxi → Takazumi Katayama, Japans motorcoureur
- De Keizer van Herentals → Rik Van Looy, Belgisch wielrenner
- De Keizer van Kameroen → Roger Milla, Kameroens voetballer
- Het Kemphaantje → Wout Wagtmans, Nederlands wielrenner
- The Kentucky Kid → Nicky Hayden, Amerikaans motorcoureur
- De Kerels → K.V. Kortrijk, Belgische voetbalclub
- De Keu → Eddy Achterberg, Nederlands voetballer en voetbaltrainer
- Kezza → Mateja Kežman, Servisch voetballer
- The Kid → Eric Geboers, Belgisch motorcrosser
- The Kid en The Iceman → John Kocinski, Amerikaans motorcoureur
- The Kid → Wayne Gretzky, Canadees ijshockeyer
- Kid Roddick → Andy Roddick, Amerikaans tennisser
- Kid Dynamite → Mike Tyson, Amerikaans boxer
- De Kielse Ratten → Germinal Beerschot, Belgische voetbalclub
- De Killer → Danilo Di Luca, Italiaans wielrenner
- The King → Mervyn King, Engels darter
- King Carl → Carl Lewis, Amerikaans atleet
- King James→ LeBron James, Amerikaans basketballer
- King Eric → Éric Cantona, Frans voetballer
- King Kalu → Kalusha Bwalya, Zambiaans voetballer
- King Karl → Karl Muggeridge, Australisch motorcoureur
- King Kelly, Sean Kelly, Iers wielrenner
- King Kenny → Kenny Dalglish, Schots voetballer
- King Kenny → Kenny Roberts senior, Amerikaans motorcoureur
- King Kev → Kevin Keegan, Engels voetballer
- King of Carlsbad → Gerrit Wolsink, Nederlands motorcrosser
- Kipje → Jarno Boesveld, Nederlands motorcoureur
- De Kist → Simon Kistemaker, Nederlands voetbaltrainer
- De Kiwi's → nationaal hockeyteam van Nieuw-Zeeland
- KJH → Klaas-Jan Huntelaar, Nederlands voetballer
- Klaffi → Klaus Klaffenböck, Duits zijspancoureur
- De Kleine Blonde Dood → Eric van der Luer, Nederlands voetballer
- De Kleine Diesel → Danny Stam, Nederlands wielrenner
- De Kleine Generaal → Dick Advocaat, Nederlands voetbaltrainer
- Kleine Kraai → Michaëlla Krajicek, Nederlands-Tsjechisch tennisster
- De Kleine Prins → Stéphane Chambon, Frans motorcoureur
- De Kleine Schoorsteenveger → Maurice Garin, Frans wielrenner
- De Kleine van Mere → Lucien Van Impe, Belgisch wielrenner en ploegleider
- Klinsi → Jürgen Klinsmann, Duits voetballer
- Knakkie → Dick Schneider, Nederlands voetballer
- Die Knappen → FC Schalke 04, Duitse voetbalclub
- De Kneet → Gerrie Knetemann, Nederlands wielrenner
- Kneubi → Bruno Kneubühler, Duits motorcoureur
- Der Knipscher → Harry Decheiver, Nederlands voetballer
- De Knoest → Wim van Est, Nederlands wielrenner
- Koef → Danny Koevermans, Nederlands voetballer
- Kokkie → Rafael van der Vaart, Nederlands voetballer
- Koko → André Hoekstra, Nederlands voetballer
- The Kookaburras → Nationaal hockeyteam van Australië (mannen)
- De Kolos van Oss → Piet Schrijvers, Nederlands voetballer
- De Koning van Biafra → Maarten Ducrot, Nederlands wielrenner
- De Koning van de Kluts → André Hoekstra, Nederlands voetballer
- Koninklijken → Real Madrid, Spaanse voetbalclub
- Die Königsblauen → Schalke 04, Duitse voetbalclub
- Die Knappen → Schalke 04
- Koperen Cootje → Co Adriaanse, Nederlands voetbaltrainer
- Koppita → Raymond Kapo, Frans voetballer
- Korky → Hugh Neville Ballington, Zuid-Afrikaans motorcoureur
- De Kraai → Richard Krajicek, Nederlands tennisser
- De Kraanvogel → Nwankwo Kanu, Nigeriaans voetballer
- De Krekel (Il Grillo) → Paolo Bettini, Italiaans wielrenner
- KRJR (Kay-Ar-Jay-Ar) → Kenny Roberts junior, Amerikaans wegracecoureur, zoon van Kenny Roberts senior (King Kenny)
- De Krokodil (le crocodile) René Lacoste, Frans tennisser
- De Kromme → Willem van Hanegem, Nederlands voetballer
- De Kuierende Alp → Primo Carnera, Italiaans bokser
- Kuifje → Dario Frigo, Italiaans wielrenner
- Kuifje → Phillip Cocu, Nederlandse voetballer
- De Kuipbewoners → Feyenoord, Nederlandse voetbalclub
- De Koempels → fans van Roda JC, Nederlandse fans
- De Kangoeroe → Robbie McEwen, Australische wielrenner

## L
- Lady Tyson → Lucia Rijker, Nederlands boksster
- Lange Jan → Jan Vennegoor of Hesselink, Nederlands voetballer
- The Las Vegas Kid → Andre Agassi, Amerikaans tennisser
- Last minute Roy → Roy Makaay, Nederlands voetballer
- De Lama → Frank Rijkaard, Nederlands voetballer
- De Lange → Jan Koller, Tsjechisch voetballer
- Larry Legend → Larry Bird, Amerikaans basketballer
- The Legend - Stefan Everts, Belgisch motorcrosser
- De Leeuwenkoning → Mario Cipollini, Italiaans wielrenner
- De Leeuw van Deventer → Leo Halle, Nederlands voetballer
- De Leeuw van Dokkum → Piet Hoekstra, Nederlands wielrenner
- De leeuw van Mugello → Gastone Nencini, Italiaans wielrenner
- De Leeuw van Vlaanderen → Johan Museeuw, Belgisch wielrenner
- De Leeuwen van de Atlas → Nationale voetbalploeg van Marokko
- De Leeuwen van Teranga → Nationale voetbalploeg van Senegal
- The Legend → Stefan Everts, Belgisch motorcrosser
- The Legendary Rider → Norifumi Abe, Japans motorcoureur
- Leicester's Favourite Son → Gary Lineker, Engels voetballer
- Lelijkebessie → Jeffrey Leiwakabessy, Nederlands voetballer
- Het Lek van PEC → Piet Schrijvers, Nederlands voetballer
- Lempkes → Spelers en aanhangers van PSV Eindhoven
- Las Leonas (De Leeuwinnen) → Nationale vrouwenhockeyploeg van Argentinië
- Il Leone dell'Oltrepò  (de leeuw van Oltrepò) → Carlo Bandirola, Italiaans motorcoureur
- Lepe Peer → Sylvère Maes, Belgisch wielrenner
- Leuki → Björn Leukemans, Belgisch wielrenner
- Lex Goudsmit → Winston Bogarde, Nederlands voetballer
- De Lichtflits uit Luyksgestel → Harrie Lavreysen, Nederlands wielrenner
- The Limestone Cowboy → Bob Anderson, Engels darter
- The Lion → Lionel Sams, Engels darter
- The Lion King → Mario Cipollini, Italiaans wielrenner
- Lionheart → Carles Puyol, Spaans voetballer
- Little Devil → Tetsuya Harada, Japans motorcoureur
- Little Ennio en Ennio → Eugenio Lazzarini, Italiaans motorcoureur
- Little Miss Poker Face → Chris Evert, Amerikaans tennisser
- The Living Death → Lew Jenkins, Amerikaans bokser
- El Loco (De Gek) → René Higuita, Colombiaanse voetballer
- De Locomotief → Jaap Eden, Nederlands schaatser en wielrenner
- De Locomotief → Jacques van Egmond, Nederlands wielrenner
- De Locomotief → Emil Zátopek, Tsjechisch atleet
- De locomotief van Morkhoven → Jurgen Van den Broeck, Belgisch wielrenner
- Lord of the Rings → Yuri van Gelder, Nederlands turner
- Lotte → Raoul Lambert, Belgisch voetballer
- The Louisville Lip → Muhammad Ali, Amerikaans bokser
- Die Löwen → TSV 1860 München, Duitse voetbalclub
- Lucifer → Co Stompé, Nederlands darter
- Lucky en Lucky Lucchinelli → Marco Lucchinelli, Italiaans motorcoureur
- Lucky Ajax → AFC Ajax, Nederlandse voetbalclub
- Lucky Luc → Luc Nilis, Belgisch voetballer
- Luis 'Me So' Horna → Luis Horna, Peruaans tennisser
- Lumberjack → Peter Aerts, Nederlands vechtsporter
- Lumberjack → Rick Burgett, Amerikaans motorcrosser
- Lumpy → Michael Klim, Australisch zwemmer

## M
- The M's → Seattle Mariners, Amerikaans honkbalclub
- Mabbsy → Gary Mabbutt, Brits voetballer
- Macka → Markus Rosenberg, Zweeds voetballer
- Mace the Ace → Chris Mason, Engels darter
- Mac the Knife→ Georges Leekens, Belgisch voetballer
- La Machine → Sylvain Chavanel, Frans wielrenner
- Mad Marat → Marat Safin, Russische tennisser
- Mad Max en Il Grande Max en Massimiliano Grande → Max Biaggi, Italiaans motorcoureur
- Mad Monkey → Brian Ayres, Brits zijspancoureur
- Madame Butterfly → Susie O'Neill, Australisch zwemster
- Maestro → Didier Zokora, Ivoriaans voetballer
- Magic → Earvin Johnson, Amerikaans basketballer
- La Magica → AS Roma, Italiaans voetbalclub
- O Mágico → Anderson Luis de Souza, Portugees voetballer
- De Magiër → Milko Djurovski, Macedonische voetballer
- Il Magnifico, Ago en Ago Nazional → Giacomo Agostini, Italiaans motorcoureur
- The Magician → Olaf Lindenbergh, Nederlands voetballer
- Magische Magyaren → Hongaarse nationale voetbalelftal uit de periode 1950-1956
- El Mago (De Magiër) → Guillermo Coria, Argentijns tennisser
- Il Magnifico → Mario Cipollini, Italiaans wielrenner
- The Magpies → Newcastle United, Engelse voetbalclub
- The Mailman → Karl Malone, Amerikaans basketballer
- Major → Marshall Walter Taylor, Amerikaans wielrenner
- Malevo → Osmar Daniel Ferreyra, Argentijns voetballer
- Malinwa → KV Mechelen, Belgische voetbalclub
- Manassa Mauler → Jack Dempsey, Amerikaans bokser
- Mancunians → Manchester United, Engelse voetbalclub
- Die Mannschaft → Duits voetbalelftal
- El Mano de Piedra (De Hand van Steen) → Fernando González, Chileens tennisser
- Manolito → Epi Drost, Nederlands voetballer
- De Man van IJzer → Louis Mottiat, Belgisch wielrenner
- The Man with the Electric Heels → Shahbaz Ahmad, Pakistaans hockeyer
- The Manx Missile → Mark Cavendish, Engelse baan- en wegwielrenner, sprinter
- De Maradona van de Bosborus → Emre Belözoğlu
- De Maradona van de Karpaten → Gheorghe Hagi, Roemeens voetballer
- De Maradona van de Woestijn → Saeed Al Owairan, Saoedisch voetballer
- Mariodona → Mario Been, Nederlands voetballer
- Marcje Netto → Marc Overmars, Nederlands voetballer
- The Matador → Pedro van Raamsdonk → Nederlandse bokser
- El Matador → Luis Hernandez, Mexicaans voetballer
- El Matador → Marcelo Salas, Chileens voetballer
- The Matchstick → Co Stompé, Nederlands darter
- Les Mauves → RSC Anderlecht, Belgische voetbalclub
- The Mathildas → Nationale vrouwenvoetbalploeg van Australië
- Maître Jacques → Jacques Anquetil, Frans wielrenner
- Marvelous Marvin → Marvin Hagler, Amerikaans bokser
- McDanger → Les Wallace, Schots darter
- McFire → André Brantjes, Nederlands darter
- The Matrix → Shawn Marion, Amerikaanse basketballer
- Matrix23 → Marco Materazzi, Italiaans voetballer
- De Meeuw → Eddy Treijtel, Nederlands voetbaltrainer
- Joep Meloen - Coen Moulijn, Rotterdams voetballer
- Merv the Swerv → Mervyn King, Engels darter
- Il Metronomo → Andrea Pirlo, Italiaans voetballer
- De Metselaar van Friuli → Ottavio Bottecchia, Italiaans wielrenner
- The Michigan Assassin → Stanley Ketchel, Pools-Amerikaanse bokser
- The Michigan Madman → E.J. Potter, Amerikaans motorsprinter
- De Microbe → Karl-Heinz Kunde, Duits wielrenner
- The Microwave → Vinnie Johnson, Amerikaans basketballer
- Mido → Ahmed Hossam, Egyptische voetballer
- The Mighty Atom → Olivier Rochus, Belgisch tennisser
- Mighty Marty → Martin Verkerk, Nederlands tennisser
- Mighty Mick en Quick Mick → Mick Doohan, Australisch motorcoureur
- Mighty Mike → Michael van Gerwen, Nederlands darter
- The Mighty Mouse → Alan Carter, Brits motorcoureur
- The Mighty Mouse → Kevin Keegan, Engels voetballer
- De Mijnjongens → KRC Genk, Belgische voetbalclub
- Mike the Bike → Mike Hailwood, Brits motorcoureur
- Mili → Milan Baroš, Tsjechisch voetballer
- Mimo → Sylvain Chavanel, Frans wielrenner
- Minna → Humphrey Mijnals, Surinaams-Nederlands voetballer
- Misa → Michaëlla Krajicek, Nederlands tennisser
- Mister Ajax → Sjaak Swart, Nederlands voetballer
- Mister Elbow → Jan Wouters, Nederlands voetballer
- Mister FC Groningen → Piet(je) Fransen, Nederlands voetballer
- Mister Feyenoord → Ben Wijnstekers, Nederlands voetballer
- Mister George → George Weah, Liberiaans voetballer
- Mister Glitter → Bobby George, Engels darter
- Mister Milan → Gianni Rivera, Italiaans voetballer
- Mister Motocross → Roger DeCoster, Belgisch motorcrosser
- Mister Motocross en Totte → Torsten Hallman, Zweeds motorcrosser
- Mister NAC en Tonnie Sixpack → Ton Lokhoff, Nederlands voetballer
- Mister Nigeria → Jo Bonfrère, Nederlands voetbaltrainer
- Mister Nice Guy → George Hincapie, Amerikaans wielrenner
- Mister No Chain → George Hincapie, Amerikaans wielrenner
- Mister Perfect → Ernesto Hoost, Nederlands kickbokser
- Mister Prodent → Michael Boogerd, Nederlands wielrenner
- Mister Seven → Barry Sheene, Brits motorcoureur
- Mister Utrecht → Leo van Veen, Nederlands voetballer
- Mister Veendam → Henk Nienhuis, Nederlands voetballer
- Mister Vitesse → Theo Bos, Nederlands voetballer
- Momo → Amélie Mauresmo, Frans tennisster
- La Monf → Gaël Monfils, Frans tennisser
- The Mongoose → Archie Moore, Amerikaans bokser
- The Monk → Steve Abbott, Brits zijspancoureur
- The Monk → Colin Monk, Brits darter
- De Monnik en/of De Fietsende Monnik → Gino Bartali, Italiaans wielrenner
- Monsieur 60% → Bjarne Riis, Deens wielrenner
- Monsieur Chrono → Jacques Anquetil, Frans wielrenner
- Monsieur Bordeaux-Paris -> Herman Vanspringel, Belgisch wielrenner
- Monsieur Citron → Laurent Fignon, Frans wielrenner
- Monsieur Parijs-Roubaix → Roger De Vlaeminck, Belgisch wielrenner
- Monsieur Pipi → Charly Gaul, Luxemburgs wielrenner
- Monsieur Plus → Michel Platini, Frans voetballer
- Het Monster van de Golven → Vladimir Salnikov, Russisch zwemmer
- Il Monumento (Het Monument) → Dino Zoff, Italiaans voetballer
- Mooie Mario → Mario Cipollini, Italiaans wielrenner
- Mooneyes → John Cooper, Brits motorcoureur
- The Mountain Queen → Hilary Musson, Brits motorcoureur
- El Mosquito (De Muskiet) → Juan Carlos Ferrero, Spaans tennisser
- Mr. Magic Feet → Cristiano Ronaldo, Portugees voetballer
- de Mug → Wim Volkers, Nederlands voetballer
- Munchkin → Neil Hodgson, Brits motorcoureur
- Il Muro → Fabio Cannavaro, Italiaans voetballer
- De Musse → Johan Museeuw, Belgisch wielrenner
- Muzkin → Anna Koernikova, Russisch tennisster/model

## N
- De Naaimachine → Lothar Matthäus, Duits voetballer
- Nanard → Bernard Thévenet, Frans wielrenner
- Napoleon → Bernard Hinault, Frans wielrenner
- El Narigon (De Grote Neus) → Carlos Bilardo, Argentijns voetbaltrainer
- Nasty → Ilie Năstase, Roemeens tennisser
- The Nats → Washington Nationals, Amerikaans honkbalclub
- De Nederlandse Berg → Alpe d'Huez, Col in de Tour de France
- De Neus → Hans van Breukelen, Nederlandse Keeper
- Nibbles → Vincenzo Nibali, Italiaans wielrenner
- The Nightmare in Black → Jonah Lomu, Nieuw-Zeelands rugbyer
- De Nijdige, de Nijt → Jaap van der Niet, Nederlands voetbalscheidsrechter
- Nine Dart → Shaun Greatbatch, Engels darter
- Nixy → Phill Nixon, Engels darter
- El Niño (Het Kind) → Ángel Nieto, Spaans motorcoureur
- El Niño (Het Kind) → Fernando Torres, Spaans voetballer
- Nitro Nori → Noriyuki Haga, Japans motorcoureur
- The Noble Art of Selfdefence → Liederlijke benaming voor de bokssport
- The Non-Flying Dutchman → Dennis Bergkamp, Nederlands voetballer
- Nobu en Nobby → Noburu Ueda, Japans motorcoureur
- Norick → Norifumi Abe, Japans motorcoureur
- The Nugget → Steve Davis, Engels snookerspeler

## O
- The O's → Leyton Orient, Engelse voetbalclub
- The O's → Baltimore Orioles, Amerikaans honkbalclub
- Öcsi (Broertje) → Ferenc Puskás, Hongaarse voetballer
- The Octopus  → Heurelho da Silva Gomes, Braziliaanse voetballer
- Old Master → Frank Kramer, Amerikaans wielrenner
- Oggy → Steve Ogrizovic, Engels voetballer
- Het Olifantje → Marco Pantani, Italiaans wielrenner
- Olijke Woutje → Wout Wagtmans, Nederlands wielrenner
- Ojay en Tintin (Kuifje) → Olivier Jacque, Frans motorcoureur
- The Old Man → Russ Collins, Amerikaans motorsprinter en dragracer
- Olli → Olivier Deschacht, Belgische voetballer
- Olli → Oliver Kahn, Duitse voetballer
- Ome Jan → Jan de Rooy, Nederlands rallycoureur
- The One → Roger Federer, Zwitsers tennisser
- One Dart → Peter Manley, Engels darter
- De Ontembare Leeuwen → Nationale voetbalploeg van Kameroen
- Het Orakel van Betondorp → Johan Cruijff, Nederlands voetballer
- Oranje → Nationaal sportteam van Nederland, met name het Nederlands voetbalelftal
- Ouwe (Öreg) → Nándor Hidegkuti, Hongaars voetballer
- De Oranje Olifanten → Nationaal voetbalelftal van Ivoorkust
- Het Andere Oranje → FC Volendam, Nederlandse voetbalclub
- Os Canarinhos → Braziliaans voetbalelftal
- Oscarito → Óscar Freire, Spaans wielrenner
- Ostravan Maradona → Milan Baroš, Tsjechisch voetballer
- De Oude Dame → Juventus, Italiaanse voetbalclub
- Ouwe Bras → Janus Braspennincx, Nederlands wielrenner
- Over de Waal → N.E.C., Nederlandse voetbalclub

## P
- Pablito → Paolo Rossi, Italiaans voetballer
- De Pallieters → K. Lierse S.K., Belgische voetbalclub
- Panagol → Julio Dely Valdés, Panamees voetballer
- Pantera Generosa → Patrick Kluivert, Nederlands voetballer
- Pantera Negra → Ergilio Hato, Curaçaose voetballer
- Pantera Negra → Samuel Eto'o, Kameroens voetballer
- Der Panzerwagen → Tony Martin, Duits wielrenner
- De Papierclub' → Excelsior, Rotterdamse voetbalclub
- De Parel van het Zuiden → NAC Breda, Nederlandse voetbalclub
- De Parel van Mozambique → Eusébio, Portugees voetballer
- Paso → Renzo Pasolini, Italiaans motorcoureur
- Pedro Drogado → Pedro Delgado, Spaans wielrenner
- PeeWee → P.W. Gleason, Amerikaans motorsprinter en dragracer
- De Pel → Kees Pellenaars, Nederlands wielrenner en ploegleider
- The Pensioners → Chelsea, Engelse voetbalclub
- Perico → Pedro Delgado, Spaans wielrenner
- Pequeno Buda (Kleine Boeddha) → Iván de la Peña, Spaans voetballer
- Pforzheimer Jockey → Arthur Geiss, Duits motorcoureur
- Das Phantom → Roy Makaay, Nederlands voetballer
- Pi-Air → Pierre van Hooijdonk, Nederlands voetballer
- El Pibe (De Jongen) → Carlos Valderrama, Colombiaans voetballer
- El Pibe de Oro (Het Gouden Ventje) → Diego Maradona, Argentijnse voetballer
- Pico → Frank Berghuis, Nederlands voetballer
- The Pigfarmer → Dale Singleton, Amerikaans motorcoureur
- Pim-Pim → Joachim Johansson, Zweeds tennisser
- The Pink Panther, Jacky Maximum en Maximum → Jacky Vimond, Franse motorcrosser
- Pinturicchio → Alessandro Del Piero, Italiaanse voetballer
- El Piojo → Claudio López, Argentijns voetballer
- Pippo → Filippo Inzaghi, Italiaans voetballer
- Pippo → Filippo Pozzato, Italiaans wielrenner
- De Piraat of Il Pirata → Marco Pantani, Italiaans wielrenner
- De Piranha → Edgar Davids, Nederlands voetballer
- Pistol Pete → Pete Sampras, Amerikaans tennisser
- De Pitbull → Edgar Davids, Nederlands voetballer
- Pitbull → Pit Beirer, Duits motorcrosser
- Pixsi → Dejan Stojkovic, Joegoslavisch voetballer
- Platoche → Michel Platini, Frans voetballer
- The Player → Dick van Dijk, Nederlands darter
- Pluisje → Diego Maradona, Argentijns voetballer
- Pocket Rocket → Tonny de Jong, Nederlands schaatsster
- Poema → Dida, Braziliaans voetballer
- Poema → Emerson Ferreira da Rosa, Braziliaans voetballer
- De Poema's → Nationaal rugbyteam van Argentinië
- Pompey → Portsmouth FC, Engelse voetbalclub
- Polle → Leif Hoste, Belgisch wielrenner
- Popeye → Jean-Paul van Poppel, Nederlands wielrenner
- Pops → Hideo Yoshimura, Japans constructeur van racemotorfietsen
- Por Fuera → Jorge Lorenzo, Spaans motorcoureur
- Posa → Per-Olof Serenius, Zweeds ijsspeedwaycoureur
- Poupou → Raymond Poulidor, Frans wielrenner
- The Power → Phil Taylor, Engels darter
- The Preston Plumber → Tom Finney, Engels voetballer
- The Prince of Midair → World B. Free, Amerikaans basketballer
- El Principe (De Prins) → Enzo Francescoli, Uruguayaans voetballer
- El Principe (De Prins) → Fernando Redondo, Argentijns voetballer
- El Principito (De Kleine Prins) → Ruben Sosa, Uruguayaans voetballer
- Prinz Poldi →Lukas Podolski, Duitse voetballer
- The Prodigy → Rafael Nadal, Spaans tennisser
- De Professor → Jan Janssen, Nederlands wielrenner
- Le Professeur → Laurent Fignon, Frans wielrenner
- Le Professeur → Alain Prost, Frans Formule 1 piloot
- Psycho → Stuart Pearce, Engels voetballer
- Pudge → Ivan Rodriguez, Amerikaans honkballer
- Puff Nuts → Jaromir Jagr, Tsjechisch ijshockeyer
- El Pulga (De Vlo) → Lionel Messi, Argentijns voetballer
- De Peet → Peter Van Petegem, Belgische wielrenner

## Q
- Quadzilla → Jason Varitek, Amerikaans honkballer
- Quick Mick en Mighty Mick → Mick Doohan, Australisch motorcoureur
- Quick Nick → Nick Heidfeld, Duits formule 1 coureur
- The Quiet Man → André Brantjes, Nederlands darter

## R
- The R's → Queens Park Rangers, Engelse voetbalclub
- De Racende Jonkheer → Carel Godin de Beaufort, Nederlands autocoureur
- Racey Stacey → Hans Stacey, Nederlands rallycoureur
- De Racingers → voetbalclub Racing Mechelen (België)
- Rafa → Rafael van der Vaart, Nederlands voetballer
- The Raging Bull → Rafael Nadal, Spaanse tennisser
- Rambo → Niko Eeckhout, Belgisch wielrenner
- Rambo → Peter Sagan, Slowaaks wielrenner
- Rambo → Gert-Jan van Doorn, Nederlands motorcrosser
- Rambo Romboni → Doriano Romboni, Italiaans motorcoureur
- De Rassing → Racing Waregem, Belgische voetbalclub
- The Rat → Malcolm Rathmell, Brits trialrijder
- The Rat → Niki Lauda, voormalig Oostenrijks F1 autocoureur
- El Ratón (De Muis) → Roberto Ayala, Argentijns voetballer
- Razor → Neil Ruddock, Engels voetballer
- Ready Teddy → Teddy Sheringham, Engels voetballer
- The Real Deal → Evander Holyfield, Amerikaans bokser
- Rebel Read → Phil Read, Brits motorcoureur
- Red Bull → Alexei Lalas, Amerikaans voetballer
- The Reds → Liverpool F.C., Engelse voetbalclub
- The Red Devils → Manchester United, Engelse voetbalclub
- The Red Dragons → Nationaal mannenvolleybalteam van België
- The Red White Army → FC Utrecht, Nederlandse voetbalclub
- Red Hot en Red Hot Chili → Pierfrancesco Chili, Italiaans motorcoureur
- Reggae Boyz → Jamaicaans voetbalelftal
- El Rei → Pelé, Braziliaans voetballer
- Reintje de Vos → Rein Groenendaal, Nederlands veldrijder
- Der Rekordmeister → FC Bayern München, Duits voetbalclub
- De Reus van Itegem → Denis Verschueren, Belgisch wielrenner
- De Reus van Roanne → André Dupré, Frans wielrenner
- El Rifle (Het Geweer) → Walter Pandiani, Uruguayaans voetballer
- Rik I → Rik Van Steenbergen, Belgisch wielrenner
- Rik II → Rik Van Looy, Belgisch wielrenner
- Rino → Gennaro Gattuso, Italiaans voetballer
- Ringhio → Gennaro Gattuso, Italiaans voetballer
- The Robot → Peter Crouch, Engels voetballer
- Robot Rothen → Jérôme Rothen, Frans voetballer
- The Rock → Jim Courier, Amerikaans tennisser
- Rocket → Rex Staten, Amerikaans motorcrosser
- The Rocket → Ronnie O'Sullivan, Engels snookerspeler en Ronnie Baxter, Engelse darter
- Rocket Ron → Ron Haslam, Brits motorcoureur
- Rocket Ronnie → Ronnie Baxter, Engels darter
- Rocket Ronny → Ronny Rosenthal, Israëlisch voetballer
- Rocky → Andy Jenkins, Engels darter
- Rocky → David Rocastle, Brits voetballer
- De Rode Duivels → Nationaal voetbalelftal van België
- Rolls Noyce → Graham Noyce, Brits motorcrosser
- The Roman Emperor → Max Biaggi, Italiaans motorcoureur
- Romy → Juan Román Riquelme, Argentijns voetballer
- Ronaldinho Gaucho → Ronaldinho, Braziliaans voetballer
- Roodkapje → Loris Capirossi, Italiaans motorcoureur
- Rossifumi → Valentino Rossi, Italiaans motorcoureur
- Rossoneri → AC Milan, Italiaans voetbalclub
- Die rote Teufel → 1. FC Kaiserslautern, Duits voetbalclub
- De Rots → Marcel Desailly, Frans voetballer
- De Rots van Kampen → Jaap Stam, Nederlands voetballer
- De Rots van Rio → André Bahia, Braziliaans voetballer
- De Rotterdamse Meteoor → Arie van der Pluym, Nederlands motorcoureur
- The Rovers → Blackburn Rovers, Engelse voetbalclub
- His Royal Airness of His Airness → Michael Jordan, Amerikaans basketballer
- The Round Mound of the Rebound → Charles Barkley, Amerikaans basketballer
- Rubinho → Rubens Barrichello, Braziliaans F1 autocoureur
- Ruige Robbie → Rob Bron, Nederlands motorcoureur
- Run DMB → DaMarcus Beasley, Amerikaans voetballer
- The Russian Rocket → Alexander Popov, Russisch zwemmer
- The Russian Rocket → Pavel Bure, Russisch ijshockeyer
- Rusty → Lleyton Hewitt, Australisch tennisser

## S
- The Saints → Southampton, Engelse voetbalclub
- La Saeta Rubio (de Blonde Pijl) → Alfredo Di Stéfano, Argentijnse voetballer
- Sällskapet → Örgryte IS, Zweedse voetbalclub
- El Salvador → Johan Cruijff, Nederlands voetballer
- San Marco → Marco van Basten, Nederlands voetballer
- De Scheerkwast (Le Blaireau) → Bernard Hinault, Frans wielrenner
- The Shadow → Filippo Pozzato, Italiaans wielrenner
- De Schapenkoppen → FC Dordrecht, Nederlandse voetbalclub, K. Lierse S.K., Belgische voetbalclub
- Het Scheermes → José Antonio Camacho, Spaans voetballer
- De Schicht uit Bantega→ Sjinkie Knegt, Nederlandse shorttracker
- Schliff → Günther Bauer, Duits ijsspeedwaycoureur
- Scholletje → Danny Blind, Nederlandse voetballer en voetbaltrainer
- De Schorpioen van Beveren → Thomas De Gendt, Belgisch wielrenner
- Schumi → Michael Schumacher, Duits Formule I-coureur
- Schumi II → Ralf Schumacher, Duits Formule I-coureur
- Die Schwaben → VfB Stuttgart, Duitse voetbalclub
- Schweini → Bastian Schweinsteiger, Duits voetballer
- The Scud → Mark Philippoussis, Australisch tennisser
- Seleccao das Quinas → Portugees voetbalelftal
- Señor October → David Ortiz, Amerikaans honkballer
- Señor Papi → David Ortiz, Amerikaans honkballer
- Sexy Aleksej → Aleksej Nemov, Russisch turner
- The Shaq of The Shaq Attack → Shaquille O'Neal, Amerikaans basketballer
- The Sheff → Gary Sheffield, Amerikaans honkballer
- Sheva → Andrij Sjevtsjenko, Oekraïens voetballer
- Showtime en Supermac → Jeremy McGrath, Amerikaans motorcrosser
- The Silverback → Tony O'Shea, Engels darter
- Sir → Gary Lineker, Engels voetballer
- Sito → Alfonso Pons, Spaans motorcoureur
- The Skateboard Kid → Sébastien Grosjean, Franse tennisser
- Skippy → Geoff Huegill, Australisch zwemmer
- Skiete Willy → Willy van der Kuijlen, Nederlands voetballer
- Skunky → Patrick Rafter, Australisch tennisser
- De Slager van Milaan → Marco Materazzi, Italiaans voetballer
- Slam’n Sammy → Sammy Miller, Brits recordjager met auto's en motorfietsen
- De Slang → Youri Djorkaeff, Frans voetballer
- Het Slangenmens → Rob Rensenbrink, Nederlands voetballer
- Sjakie Stiletto → Daan Urlings, Nederlandse speedwaycoureur, Nederlands kampioen
- Slick → Tony Bass, chefmonteur Ducati racemotoren
- De Sliert van de Vliert → Jan van Grinsven, Nederlands voetballer
- De Smid van Grisolles → Jean Dargassies, Frans wielrenner
- Smokin' Joe → Joe Frazier, Amerikaans bokser
- Snabbel en Babbel → Ruud Krol en Wim Suurbier, Nederlandse voetballers
- The Snarling Dog (De Grauwende Hond) → Gennaro Gattuso, Italiaans voetballer
- Sneeuwvlokje → Ronald Koeman, Nederlands voetballer
- Snelle Jelle → Jelle Nijdam, Nederlands wielrenner
- Snelle Jelle → Jelle Klaasen, Nederlands darter
- Patrick Snuifhuizen → Patrick Pothuizen, Nederlands voetballer
- The Soca Warriors → Nationaal voetbalteam van Trinidad en Tobago
- Socceroos → Nationaal voetbalteam van Australië
- Het Sparta-kanon → Huug de Groot, Nederlands voetballer
- Spartacus → Fabian Cancellara, Zwitserse wielrenner
- The Spitting Snake → Juan Ignacio Chela, Argentijns tennisser
- Het Spook → Henk Fraser, Nederlands voetballer
- Sporthal → Amsterdam ArenA, voetbalstadion in Nederland
- De Spriet → Karel Miljon, Nederlands bokser
- The Springer en Jay Bird → Jay Springsteen, Amerikaans motorcoureur
- De Speer van Rijsbergen → Johan van der Velde, Nederlands wielrenner
- Spice Boy → David Beckham, Engels voetballer
- De Spijker → Adri van Tiggelen, Nederlands voetballer
- De Sphinx → Rinus Michels, Nederlands voetbaltrainer
- The Springboks of Springbokken → Nationaal rugbyteam van Zuid-Afrika
- The Spurs → Tottenham Hotspur, Engelse voetbalclub
- Squadra Azzura → Italiaans voetbalelftal
- Squirrell (Eekhoorn) → Eddie Mulder, Amerikaans motorcoureur
- De Stadionclub → Feyenoord Rotterdam, Nederlandse voetbalclub
- Het Standbeeld → Michael Johnson, Amerikaans atleet
- Steady Eddie → Eddie Lawson, Amerikaans motorcoureur
- De Steek → Maarten Stekelenburg, Nederlands voetballer
- De Steekneuzen → Pinoké, Nederlandse hockeyclub
- De Steenbokken → HC Klein Zwitserland, Nederlandse hockeyclub
- Steffie → Stefan Dörflinger, Zwitsers motorcoureur
- Sterke Jan → Jan Ceulemans, Belgisch voetballer
- Stevie Y → Steve Yzerman, Canadees ijshockeyer
- De Stier van de Bosporus → Hakan Şükür, Turks voetballer
- The Stilt → Wilt Chamberlain, Amerikaans basketballer
- De Stofzuiger → Willy van de Kerkhof, Nederlands voetballer
- Straffe Ludo → Ludo Dierckxsens, Belgisch wielrenner
- De Strijder van Chacabuco → Daniel Passarella, Argentijns voetballer
- El Submarino Amarillo (De Gele Duikboot) → Villarreal, Spaanse voetbalclub
- Sudden Sam → Sam Ermolenko, Brits speedwaycoureur, broer van Dukie Charles Ermolenko
- Sugar Ray → Ray Lennon, Amerikaans bokser
- Sukerman → Davor Šuker, Kroatisch voetballer
- Super Adelaars → Nationale voetbalploeg van Nigeria
- Superboeren → De Graafschap, Nederlandse voetbalclub
- Superbrat → John McEnroe, Amerikaans tennisser
- Super Mario → Mario Ančić, Kroatisch tennisser
- Super Mario → Mario Cipollini, Italiaans wielrenner
- Super Pippo → Filippo Inzaghi, Italiaans voetballer
- Super Shinya → Shinya Nakano, Japans motorcoureur
- Super Sic → Marco Simoncelli, Italiaans motorcoureur
- Superman → Matt Clark, Engels darter
- Superman → Shaquille O'Neal, Amerikaanse Basketballer
- Superman → Dwight Howard, Amerikaanse Basketballer
- Surly Shirley → Shirley Babashoff, Amerikaans zwemster
- The Sweet Science → Amerikaanse benaming voor de bokssport
- De Sfinx op Zuid' → Sherif Ekramy, Egyptische voetballer

## T
- T-Mac → Tracy McGrady, Amerikaans basketballer
- Takusan → Takuma Sato Japans autocoureur
- De Tamburlaine van de Pedalen → Eddy Merckx, Belgisch wielrenner
- El Tanque Alemán (De Duitse Tank) → Maximiliano López, Italiaans-Argentijns voetballer
- Tartan Army → Schots voetbalelftal
- Tarzan → Hein van Breenen, Nederlands wielrenner
- Tarzan → Carles Puyol, Spaans voetballer
- Tasjkent Terminator → Djamolidin Abdoezjaparov, Oezbeeks wielrenner
- Tasjkent Terror → Djamolidin Abdoezjaparov, Oezbeeks wielrenner
- Tati → Eduardo Bustos Montoya, Argentijns voetballer
- De Taurus → Wilbert Boon, Nederlands handballer
- Teflonso → Fernando Alonso, Spaans F1 autocoureur
- Tepi → Teuvo Länsivuori, Fins motorcoureur
- The Terminator → Peter Sagan, Slowaaks wielrenner
- The Terminator → Arnold Schwarzenegger, Oostenrijks bodybuilder
- TerminAitor → Aitor González Jiménez, Spaans wielrenner
- Terrible → Terry McGovern, Amerikaans bokser
- De Terriër → Berti Vogts, Duits voetballer en voetbaltrainer
- De Terriër → Nobby Stiles, Engels voetballer
- De Tank of Theo de Tank → Theo Laseroms, Nederlands voetballer
- De Tank → Alex Rodrigo Dias da Costa, Braziliaanse voetballer
- Der Tank → Yochanan Vollach, Israëlische voetballer
- Tex → Manfred Geissler, Duits motorcoureur
- Texas Cowboy en Cowboy Kevin en Revvin’ Kevin → Kevin Schwantz, Amerikaans motorcoureur
- Texas Henkie → Henk Klaassen, Nederlands motorcoureur
- Texas Tornado → Colin Edwards, Amerikaans motorcoureur
- Thai-phoon → James Wattana, Thais snookerspeler
- Thorpedo → Ian Thorpe, Australisch zwemmer
- The Throstles → West Bromwich Albion, Engelse voetbalclub
- Thunder from down Under → Neil Robertson, Australisch snookerspeler
- Los Ticos → Costa Ricaans voetbalelftal
- Tiger Tim → Tim Henman, Engels tennisser
- Timmy Tourettes → Tim Howard, Amerikaans voetballer
- Tinus → Leontien Zijlaard-van Moorsel, Nederlands wielrenster
- Tiny Tim → Tim Henman, Engels tennisser
- De Tiran van Tilburg → Co Adriaanse, Nederlands voetbaltrainer
- Titi → Thierry Henry, Frans voetballer
- Titi → Thomas Voeckler, Frans wielrenner
- Titou → Franck Esposito, Frans zwemmer
- The Toffees → Everton FC, Engelse voetbalclub
- De Tomaat → Gerrit Solleveld, Nederlands wielrenner
- Tombo→ Tom Boonen , Belgisch wielrenner
- Tombone en Diavolo Nero (Zwarte Duivel) → Omobono Tenni, Italiaans motorcoureur
- Tome → Masaki Tokudome, Japans motorcoureur
- Tom de Bom  → Tom Boonen, Belgisch wielrenner
- Tommeke → Tom Boonen, Belgisch wielrenner
- Das Tor Phantoom → Roy Makaay, Nederlandse voetballer
- Toni → Harald Schumacher, Duits voetballer
- Toni D. → Toni DiStefano, Amerikaans motorcrosser
- Tonigol → Luca Toni, Italiaans voetballer
- Toni Sixpack → Ton Lokhoff, Nederlands voetballer
- Tornado Tom → Tom Boonen, Belgisch wielrenner
- El Toro → Roberto Acuña, Paraguayaans voetballer
- Toto → Salvatore Schillaci, Italiaans voetballer
- Totte en Mister Motocross → Torsten Hallman, Zweeds motorcrosser
- De Tovenaar → Raymond Goethals, Belgisch voetbaltrainer
- De Tovenaar van Riga → Michail Tal, Lets schaker
- De Tovenaar van Tatabánya → József Kiprich, Hongaars voetballer
- De Trialprofessor → Toon van de Vliet, Nederlands trialrijder en motorjournalist
- The Tribe → Cleveland Indians, Amerikaans honkbalclub
- Les Tricolores → Willem II, Nederlandse voetbalclub
- Tripledekker → Erik Dekker, Nederlands wielrenner
- The Tripod → Roland Scholten, Nederlands darter
- The Trotters → Bolton Wanderers, Engelse voetbalclub
- De Trots van het Noorden → FC Groningen, Nederlandse voetbalclub
- De Trots van het Zuiden → Roda JC, Nederlandse voetbalclub
- De Trots van het Oosten → FC Twente, Nederlandse voetbalclub
- Tsaar van de Sprint → Alexander Popov, Russisch zwemmer
- T-Shirt → Jörg Teuchert, Duits motorcoureur
- Tsjuiphof → Herman Kuiphof, Nederlands sportverslaggever
- De Tuinman → Luis Herrera, Colombiaans wielrenner
- Il Tulipano → Faas Wilkes, Nederlands voetballer
- Turbo-Berry → Berry van Aerle, Nederlands voetballer
- Turbo Jelle → Jelle Nijdam, Nederlands wielrenner
- The Turkish Delight → Orhan Delibaş, Turks-Nederlandse bokser
- Tukkers → FC Twente, Nederlandse voetbalclub
- Tuurrific → Regilio Tuur, Surinaams-Nederlands bokser
- T-Ho → Tim Howard, Amerikaans voetballer

## U
- The Undertaker → Dick van Dijk, Nederlands darter
- Das Ungeheuer (Het Monster) → Horst Hrubesch, Duits voetballer
- Unlucky Jim → Jimmie Simpson, Brits motorcoureur
- L'Uomo con Cuore Matto (De Jongen met het Dwaze Hart) → Franco Bitossi, Italiaans wielrenner
- The Urban Warriors → Ajax Cape Town, Zuid-Afrikaanse voetbalclub
- Us Abe → Abe Lenstra, Nederlands voetballer

## V
- Vaantje → Gerald Vanenburg, Nederlands voetballer
- Van The Man → Ruud van Nistelrooij, Nederlands voetballer
- Valdanito → Hernán Crespo, Argentijns voetballer
- Valentinik, Vale → Valentino Rossi, Italiaans motorcoureur
- De Valk → Paolo Savoldelli, Italiaans wielrenner
- VDB → Frank Vandenbroucke, Belgisch wielrenner
- VDH → Pieter van den Hoogenband, Nederlands zwemmer
- The Vegas Kid → Andre Agassi, Amerikaans tennisser
- Vento dell'Est (Wind uit het Oosten) → Andrij Sjevtsjenko, Oekraïens voetballer
- The Verp → Māris Verpakovskis Lets voetballer
- Les Verts → AS Saint-Étienne, Franse voetbalclub
- Vesty → Yrjö Vesterinen, Fins trialrijder
- The Viking → Andy Fordham, Engels darter
- The Villains → Aston Villa, Engelse voetbalclub
- La Viola → Fiorentina, Italiaans voetbalclub
- Vino → Aleksandr Vinokoerov, Kazachse wielrenner
- the Viper → Tony Eccles. Engelse darter
- Vishnu → Vikash Dhorasoo, Frans voetballer
- El Vitamina → Pablo Andrés Sánchez, Argentijns voetballer
- De Vlaamse Reus → Jan Ceulemans, Belgisch voetballer
- Het Vliegende Pakkie Kauwgum → Willem Zoet, Nederlands motorcoureur
- De Vliegende Fin → Heikki Mikkola, Fins motorcrosser
- De Vliegende Fin → Jarno Saarinen, Fins motorcoureur
- De Vliegende Fin → Lasse Virén, Fins atleet
- De Vliegende Fin → Mika Häkkinen, Fins autocoureur
- De Vliegende Huisvrouw → Fanny Blankers-Koen, Nederlands atlete
- Het Vliegende Paard → Samiullah Khan, Pakistaans hockeyer
- De Vliegende Sprinkbok → Alan North, Zuid-Afrikaans motorcoureur
- De Vlo → Jimmy Johnstone, Schots voetballer
- De Vlo → Jesper Olsen, Deens voetballer
- De Vlo van Torrelavega → Vicente Trueba, Spaans wielrenner
- De Voetballende Majoor → Ferenc Puskás, Hongaars voetballer
- Voddepoot (Rongylábu) → Zoltán Czibor, Hongaars voetballer
- Het Vogeltje → Garrincha, Braziliaans voetballer
- Volderke → Stijn Devolder, Belgisch wielrenner
- "de Vrome": Gino Bartali, Italiaans wielrenner
- De Vuurtoren → John van Loen, Nederlands voetballer
- VoH → Jan Vennegoor of Hesselink, Nederlands voetballer

## W
- The Wallabies → Nationaal rugbyteam van Australië
- Waldi → Ralf Waldmann, Duits motorcoureur
- Welsh Wizard → Billy Meredith, Welsh voetballer
- Welsh Wizard → Ryan Giggs, Welsh voetballer
- Walen → Gaylon Mosier, Amerikaans motorcrosser
- Websterini →Bill Webster, Brits motorcoureur en motorimporteur
- Wheeler Dealer →  Arthur Wheeler, Brits motorcoureur en motordealer
- The Wheelie King → Doug Domokos, Amerikaans motorstuntman
- The Wheelie King → Randy Mamola, Amerikaans motorcoureur
- The Whirlwind (De Wervelwind) → Jimmy White, Engels snookerspeler
- Wiki de Viking → Wieke Hoogzaad, Nederlands triatlete
- Wiggo → Bradley Wiggins, Brits wielrenner
- Wild Child en The Go Show → Anthony Gobert, Amerikaans motorcoureur
- The Wingmakers → Airbus UK, Welshe voetbalclub
- Witte Bles → Rini Wagtmans, Nederlands wielrenner
- De Witte Gullit → Carlos Valderrama, Colombiaans voetballer
- De Witte Keniaan → Luc Krotwaar, Nederlands marathonloper
- De Witte Leeuwen → Telstar, Nederlandse voetbalclub
- De Witte Pele → Zico, Braziliaans voetballer
- De Witte Reus en Hot Dog → Wil Hartog, Nederlands motorcoureur
- De Witte Socrates → Arnold Scholten, Nederlands voetballer
- De Witte Tornado → Petter Hansson, Zweeds voetballer
- De Witte Veder → Fabrizio Ravanelli, Italiaans voetballer
- Wizard → Dan O'Donovan, constructeur van Norton racemotorfietsen
- The Wizard of Brooklands → Bert le Vack, Brits motorcoureur
- The Wizard of the Dribble → Stanley Matthews, Engels voetballer
- The Wizard of Oz → Simon Whitlock, Australische darter
- The Wizard of Wishaw → John Higgins, Schots snookerspeler
- Wolfie → Martin Adams, Engels darter
- Wolfman → John de Wolf, Nederlands voetballer
- De Wolven → RAA Louviéroise, Belgische voetbalclub
- The Woodies → Todd Woodbridge en Mark Woodforde, Australisch tennisduo
- The Worm → Dennis Rodman, Amerikaans basketballer

## X
- The X-Man → Xavier Malisse, Belgisch tennisser
- Los Xeineizes (De Genuezen) → Boca Juniors, Argentijnse voetbalclub

## Y
- Yana → Atsushi Yanagisawa, Japans voetballer
- Yellow Army → NAC, Nederlandse voetbalclub
- Het IJskonijn → Edwin van der Sar, Nederlands voetballer
- The Young Matador → Jelle Klaasen, Nederlands darter
- IJzeren Rinus → Rinus Israël, Nederlands voetballer
- IJzeren Willem → Wim van Est, Nederlands wielrenner

## Z
- De Zebra's → De Graafschap, Nederlandse voetbalclub
- Die Zebras → MSV Duisburg, Duitse voetbalclub
- The Zebras → Adelaide City Force, Australische voetbalclub
- Les Zèbres (De Zebra's) → Sporting Charleroi, Belgische voetbalclub
- Zeel → Wilco Zeelenberg, Nederlands motorcoureur
- De Ziener → Danny Blind, Nederlands voetballer
- De Zigeuner → Roger De Vlaeminck, Belgisch wielrenner
- Zizou → Zinédine Zidane, Frans voetballer
- Zoeloe → Wout Wagtmans, Nederlands wielrenner
- De Zonnekoning → Laurent Fignon, Frans wielrenner
- Zooming Taxi en de Kat → Takazumi Katayama, Japans motorcoureur
- Zorro → Björn Leukemans, Belgisch wielrenner
- De Zwarte Arend → Marcel Kint, Belgisch wielrenner
- De Zwarte van Brakel → Peter Van Petegem, Belgisch wielrenner
- De Zwarte Duivels → Nationale rugbyploeg van België
- De Zwarte Gazelle → Wilma Rudolph, Amerikaans sprintster
- De Zwarte Meteoor → Steve Mokone, Zuid-Afrikaanse voetballer, o.a Heracles '74
- De Zwarte Parel - Pelé, Braziliaans voetballer
- De Zwarte van Tervuren → Eddy Merckx, Belgisch wielrenner
- De Zwarte Tulp → Ruud Gullit, Nederlands voetballer
- De Zwarte Octopus → Lev Jasjin, Russisch voetballer
- De Zwarte Panter → Frans de Munck, Nederlands voetballer
- De Zwarte Spin → Lev Jasjin, Russisch voetballer
- De Zwarte Spin → Fabio Cudicini, Italiaans voetballer
- Zwaantje → Patrick Zwaanswijk, Nederlandse voetballer